# Legante idraulico
Un legante idraulico è un tipo di materiale inorganico che, finemente macinato, si unisce con elementi solidi inerti e si mescola con acqua, formando una pasta, inizialmente deformabile e lavorabile, che si indurisce gradualmente, sia all'aria che in acqua, fino ad assumere consistenza pietrosa. 
Sono leganti idraulici la vecchia calce idraulica e i cementi, questi ultimi sono quelli più utilizzati. Il cemento viene mescolato con aggregati inerti e acqua per produrre malta e calcestruzzo.

## Descrizione
Tale proprietà è dovuta alla formazione di composti idrati, insolubili o scarsamente solubili, a partire da silicati, alluminati e ferriti di calcio presenti nel legante. Ciò li rende capaci di rimanere durevolmente solidi se esposti all'aria e anche all'acqua una volta completato il processo.
La calce idraulica deve tale proprietà alla presenza di composti argillosi che induriscono reagendo con acqua. La si otteneva tramite cottura di calcari. Si differenzia dalla calce aerea per la presenza di "idrauliti" (silicati e alluminati simili a quelli del cemento). Attualmente viene chiamata così una miscela di calcare e argilla (la cosiddetta "calce idraulica artificiale") o un semplice aggregato ottenuto miscelando cemento Portland e calce idrata. Le differenze rilevanti tra calce idraulica e cemento sono in realtà poche, in primis la presenza nella prima di ossido di calcio libero, causa la temperatura di cottura più bassa.